# Ліліана Кавані
Ліліана Кавані (англ. Liliana Cavani; нар. 12 січня 1933, Карпі, Модена) — італійська кінорежисерка і сценаристка. Знімала документальні і художні стрічки на теми історії Італії і її видатних представників (Франциска Ассізського, Галілея). Уславилася сміливим художнім фільмом «Нічний портьє», де проаналізувала скалічену психіку людей (жінок і чоловіків) часів Другої світової війни в Західній Європі.

## Біографія
Після закінчення в гімназії вступила до Університету Болоньї, де вивчала лінгвістику і літературу. У часи студентства активно працювала в кіноклубі університету.
Вирішила зайнятися кіно, переїхала до Риму. Закінчила в Римі курс кінорежисера в столичній кіноакадемії.
1961 року виграла один з трьох призів, що розігрував італійський телеканал RAI серед 10 000 учасників.
Три роки (1962—1965) працювала на RAI, де створила декілька документальних стрічок. Її фільм «Філіп Петен. Процес у Віші» отримав приз за найкращий телефільм у Венеції 1965 року.
З 1965 року почала створювати художні стрічки. Створила два біографічні фільми про святого Франциска Ассізського та вченого Галілео Галілея.
Довго шукала гроші для створення фільму «Нічний портьє». Гроші надали три країни. Створений фільм про любов і сексуальний зв'язок есесівця з дівчиною з концтабору викликав скандал. Відбулося декілька судових засідань, поки зі стрічки зняли тавро порнофільму. Скандальна стрічка мала шалений успіх і принесла жінці-кінорежисеру всесвітню славу.

## Фільмографія
- 1961 — Il contro nottumo
- 1962 — L'evento
- 1963 — Storia lel ||| Reich (Історія Третього Рейху)
- 1963 — Le donna della resistenza
- 1964 — Le'eta di Stalin
- 1965 — Primo Piano: Philippe Petain — Processo a Vichy
- 1965 — La casa in Italia
- 1966 — Francesco d'Assisi (Франциск Ассізський)
- 1969 — Galileo (Галілей)
- 1970 — I cannibali (Каннібали)
- 1972 — L'ospite
- 1974 — Milarepa
- 1974 — Il portiere di notte (Нічний портьє)
- 1977 — Al di la del bene e del male(стрічка про німецького філософа Фрідріха Ніцше)
- 1981 — La pelle
- 1982 — Oltre la porta (За дверима)
- 1985 — The Berlin Affair (Берлінський роман)
- 1989 — Francesco (Вдруге Франциск Ассізський)
- 1989 — La traviata
- 1993 — Dove siete? Io sono qui
- 1996 — Cavalleria rusticana
- 1998 — Manon Lescaut (Манон Леско)
- 2002 — Il Giocco di Ripley (Гра Ріплі)
- 2005 — De Gasperi l'uomo della speranza